# یونگ‌نیو
پادشاه یونگ‌نیو (به کره‌ای: 영류태왕)، (سلطنت: ۶۱۸~۶۴۲ میلادی) بیست و هفتمین امپراتور گوگوریو شمالی‌ترین امپراتوری از سه پادشاهی کره پسر پادشاه پیونگ‌وون بیست و پنجمین امپراتور و برادر پادشاه یونگ‌یانگ بیست ششمین امپراتور گوگوریو بود. او توسط یون گه‌سومون در کودتای مکریجی از حکومت عزل شد. وی در جنگ‌های گوگوریو-سویی شرکت کرد و سهم بسزایی در نبردهای زمینی و دریایی داشت. از پادشاه یونگ‌نیو در کتاب‌های سویی به عنوان فردی با مهارت‌های جنگی بی نظیر یاد شده است.

## پیش‌زمینه
او برادر کوچک بیست و ششمین امپراتور گوگوریو پادشاه یونگ‌یانگ و پسر بیست و پنجمین امپراتور گوگوریو پادشاه پیونگ‌وون بود.
یونگ‌نیو از مهم‌ترین فرماندهان نبردهای گوگوریو و سویی است که بارها نه‌هووا و پدرش را در نبردهای دریایی و قلعه پیونگ یانگ شکست داد.
او درسال ۶۱۸ میلادی پس از مرگ پادشاه یونگ‌یانگ به قدرت رسید.
و در سال ۶۴۲ میلادی در کودتای دربار توسط یون گه‌سومون برکنار شد و قدرت به بوجانگ رسید.

## سلطنت
در چین، دودمان سویی توسط دودمان تانگ درسال ۶۱۸ میلادی، سال عروج پادشاه یونگ‌نیو، دنبال شد. گوگوریو در حال بهبودی از جنگ‌های گوگوریو–سویی بود و امپراتور جدید تانگ هنوز در حال تکمیل اتحاد داخلی خود بود. گوگوریو و تانگ که در موقعیتی برای خصومت‌های جدید قرار نداشتند، فرستادگان خود را مبادله کردند و بنا به درخواست تانگ، تبادل اسرا را در سال ۶۲۲ میلادی انجام دادند.
درسال ۶۲۴ میلادی، تانگ رسماً تائوئیسم را به دربار گوگوریو ارائه کرد، که سال بعد دانشمندانی را برای مطالعه تائوئیسم و بودیسم فرستاد.
با این حال با قدرت گرفتن تانگ، درسال ۶۳۱ میلادی، نیروهای کوچکی را برای تخریب بنای یادبود پیروزی گوگوریو بر سوئی فرستاد. در پاسخ، گوگوریو دیوار دفاعی «چولی جانگ‌سونگ» را در امتداد مرز غربی ساخت، یک پروژه ۱۵ ساله که درسال ۶۳۱ میلادی تحت نظارت یون گه‌سومون آغاز شد.
همچنان که تانگ با از بین بردن آخرین جنگ سالاران باقی مانده و ترک‌های غربی در سال ۶۲۸ کشور را متحد می‌کرد، پادشاه یونگ نیو از گوگوریو که به تانگ نزدیک بود، عمیقاً نگران رشد تانگ بود، در حالی که شیلا که از تانگ دور بود، قصد داشت از تانگ برای گسترش قلمرو خود استفاده کند. پادشاه جینپیونگ از شیلا معتقد بود که تانگ به محض دستیابی گوگوریو به اتحاد داخلی، ناگزیر به آن حمله خواهد کرد و بنابراین، او معتقد بود که گوگوریو قادر به تمرکز نیروهای خود در مرز شبه جزیره کره نخواهد بود؛ بنابراین در سال ۶۲۹ میلادی، او کیم یوشین را به حمله به گوگوریو و تصرف قلعه نانگبی، منطقه‌ای در مرز شرقی، واداشت. گوگوریو چندین بار ضدحمله انجام داد، اما دولت در آن زمان به شدت تحت تأثیر جناح صلح طلب قرار داشت و نگران تهاجم تانگ بود، بنابراین به علت مشکلات داخلی اقدام فعالی انجام نداد.
ارزیابی
درست است که امپراتور تایزونگ در ابتدا قصد داشت گوگوریو را فتح کند تا زخم‌های دردناک دودمان سویی را بشوید. نتیجه این شد که سیاست طرفداری از تانگ پادشاه یونگ‌نیو مانع از تهدیدات امنیتی نشد، بلکه زمینه را برای یک تهاجم فراهم کرد.
به‌طور خلاصه، پادشاه یونگنیو وظایف آن زمان، مانند بازگرداندن قدرت ملی، تثبیت امور داخلی و کنترل کشورهای دشمن پس از جنگی طولانی را بر عهده گرفت، اما از نظر دیپلماتیک تحقیر شد و قادر به سرکوب جاه طلبی‌های دودمان تانگ نبود. علاوه بر این، سیاست خارجی او با شیلا نیز زمانی که شیلا در زمان درگیری داخلی در گوگوریو به آن حمله کرد و دژهای بی‌ارزش آن را تصرف کرد، شکست خورد. او با قدرت سیاسی ضعیف خود، اقدامات بی‌ملاحظه‌ای انجام داد که منجر به تعمیق درگیری بین نیروهای سیاسی شد و به قیمت جان خودش تمام شد و بهانه‌ای برای جنگ‌های گوگوریو–تانگ فراهم کرد. در دراز مدت، او را می‌توان نقطه شروع سقوط گوگوریو دانست، و در نهایت به یک پادشاه نگون‌بخت تبدیل شد.
از آنجایی که به قدرت رسیدن یون گه‌سومون پس از مرگ پادشاه یونگ‌نیو برخلاف میل پادشاه یونگ‌نیو نبود، مسئولیت جنگ صرفاً بر عهده یون گه‌سومون و نه پادشاه یونگ‌نیو است. حذف تمام دشمنان سیاسی یون گهسومون و تأسیس خاندان یون، زمینه‌ای برای تجزیه کشور توسط خاندان یون شد، همان‌طور که توسط یون نامسنگ که ۱۰۰٫۰۰۰ خانوار را در شمال به تسلیم شدن به دودمان تانگ هدایت کرد یا یون جونگتو (برادر کوچکتر یون گه‌سومون) که دژی را در جنوب به شیلا تسلیم کرد، مشهود است؛ بنابراین، یون گه‌سومون نمی‌تواند از مسئولیت نابودی گوگوریو مبری باشد. از سوی دیگر، پادشاه یونگ‌نیو توسط یون گه‌سومون ترور شد و تمام سیاست‌هایی که او تدوین کرده بود به‌طور کامل باطل شد.
در طول سلطنت امپراتور تایزونگ، تانگ از ثبات داخلی برخوردار بود و با جدیت شروع به تقویت قدرت ملی خود کرده بود. گوگوریو همچنین تلاش‌هایی برای بازسازی پس از جنگ انجام داده بود و تا حدودی در حال بازیابی قدرت ملی خود بود. در آن شرایط، ارسال نقشه به تانگ می‌توانست به عنوان تلاشی برای نشان دادن به امپراتور تانگ تایزونگ مبنی بر احترام به صلح در پاسخ به تغییر سیاست دیپلماتیک تانگ تفسیر شود.
در واقع، پس از تخریب بنای یادبود در سال ۶۳۱ به دلیل خواسته‌های غیرمنطقی سلسله تانگ، پادشاه یونگ‌نیو نیز نسبت به امپراتور تایزونگ محتاط بود، بنابراین او شروع به سازماندهی مجدد خط مقدم در قالب ساخت دیوار بزرگ چین با هزینه قابل توجهی در آن سال کرد. همچنین به نظر می‌رسد که گوگوریو به راحتی به ترک‌ها که قدرت جنگیدن علیه تانگ را داشتند، اعتماد نکرد و ایجاد یک جبهه متحد با آنها به آسانی که به نظر می‌رسد، نبود، همان‌طور که نادیده گرفتن پادشاهی ترک شرقی هلی‌خان که در حال جنگ با امپراتور تایزونگ از تانگ بود، آسان نبود.
دیدگاه‌های مختلفی دربارهٔ پادشاه یونگ‌نیو وجود دارد. تاریخ نویسان چین سیاست طرفداری از او و دشمنی با یونگه سومون را در پیش گرفتند، اما در کتاب‌های کره ای اکثراً برکناری او توسط یون گه‌سومون را امری مثبت تلقی می‌کنند.
همچنین در برخی کتاب‌های ژاپنی از برقراری ارتباط پادشاه یونگ‌نیو با وا خبر می‌دهد.

## سقوط، مرگ و جانشینی
پادشاه یونگ‌نیو و برخی از مقامات دولتی قصد داشتند برخی از افسران نظامی قدرتمندتر را بکشند. آنها ابتدا برای کشتن یون گه‌سومون، که قدرت و نفوذش به سرعت بر تاج و تخت پیشی گرفت، برنامه‌ریزی کردند. مرد جوان سرانجام نقشه را کشف کرد، و بلافاصله به پیونگ‌یانگ رفت تا توطئه‌گران از جمله پادشاه را بکشد. پادشاه یونگ‌نیو درسال ۶۴۲ میلادی کشته شد.
یون گه‌سومون برادرزاده یونگ‌نیو، بوجانگ، را بر تخت سلطنت نشاند.
با این حال این تفاسیر از یک کتاب‌نویس چینی که خیلی از یونگه سومون متنفر بود و از او ترس زیادی داشته نقل شده است، لازم است این مسئله دوباره بازبینی شده و به آن دقت شود.
واضح است که گوگوریو که در نبرد گوگوریو قدرت ملی زیادی را صرف کرده بود، نیاز داشت تا از طریق یک سیاست تثبیت به جای اتخاذ بی‌قید و شرط یک سیاست سختگیرانه، قدرت ملی را بازیابد. با این حال، پادشاه یونگ نیو بدون اینکه بتواند به مزایای عملی مانند تثبیت امور داخلی، تثبیت عقبه و آمادگی برای جنگ دست یابد، تحقیر را متحمل شد. در نهایت، او تنها نارضایتی را در میان مخالفان افزایش داد، که منجر به بدترین نتیجه، یعنی قتل فجیع (احتمالی) پادشاه یونگ نیو شد.
پادشاه یونگ‌نیو قصد داشت سیاست‌هایی به کار ببرد که در طولانی مدت جواب‌گو باشد، زیرا کشور در طول جنگ‌های فرسایشی آسیب‌های زیادی دیده بود. او در طول سلطنتش سیاست‌هایی به کار برد که نوعی تمام خواسته‌های تانگ را انجام می‌داد و همین موضوع سبب تحقیر کشور شد. از او به عنوان یکی از بانی‌های سقوط گوگوریو یاد می‌شود زیرا او باعث شروع تنش‌های گوگوریو و تانگ شد.

## خانواده
- پدر: پادشاه پیونگ‌وون (به کره‌ای: 평원태왕)
  - پدربزرگ: پادشاه یانگ‌وون (به کره‌ای: 양원태왕)
- همسر ناشناس
  - پسر: شاهزاده هوانگوون (به کره‌ای: 환권)
  - پسر: شاهزاده بوکدوک (به کره‌ای: 복덕)
  - دختر: شاهدخت مویونگ (به کره‌ای: 무영)
  - دختر: شاهدخت سوکیونگ (به کره‌ای: 숙영)

## تصویرسازی مدرن
- توسط چوی جونگهوان درسال ۲۰۰۶~۲۰۰۷ SBS در مجموعه تلویزیونی یون گه‌سومون به تصویر کشیده شده.
- توسط کیم یونگچول درسال ۲۰۱۳ KBS2 در مجموعه تلویزیونی گل و شمشیر به تصویر کشیده شده.
- درسال ۲۰۱۷ KBS مجموعه تلویزیونی تاریخ کره به تصویر کشیده شده.